# Mohamed El Moctar
Pour les articles homonymes, voir El Moctar.
Mohamed El Moctar, né en 1948 à Almoustaratt (Cercle de Bourem), est un homme politique malien.

## Biographie
Mohamed El Moctar naît en 1948 à Almoustaratt (Cercle de Bourem). Il est diplômé en droit international public et en droit administratif à l'Université Paris I.
Il occupe plusieurs postes au cours de sa carrière : instructeur de jeunesse à Tominian au début des années 1970 ; conseiller à la jeunesse et à l'éducation populaire à la Direction générale de la jeunesse des sports, des arts et de la culture de 1973 à 1978 ; directeur général adjoint du Bureau malien du droit d'auteur de 1985 à 1988 ; directeur de cabinet du Secrétariat à l'organisation du Bureau exécutif central ; conseiller technique du ministère de l'Administration territoriale et de la Sécurité, chargé de la Communication et des relations publiques du département en 1992 ; représentant du Haut Commissariat des Nations unies pour les réfugiés  du Mali de 1995 à 1999 et conseiller technique du Premier ministre en 2003.
Il est de 2007 à 2012, ministre de la Culture puis de l'Artisanat et du Tourisme. En juillet 2016, il est nommé ministre de la Réconciliation nationale.